# Marcus Schmickler

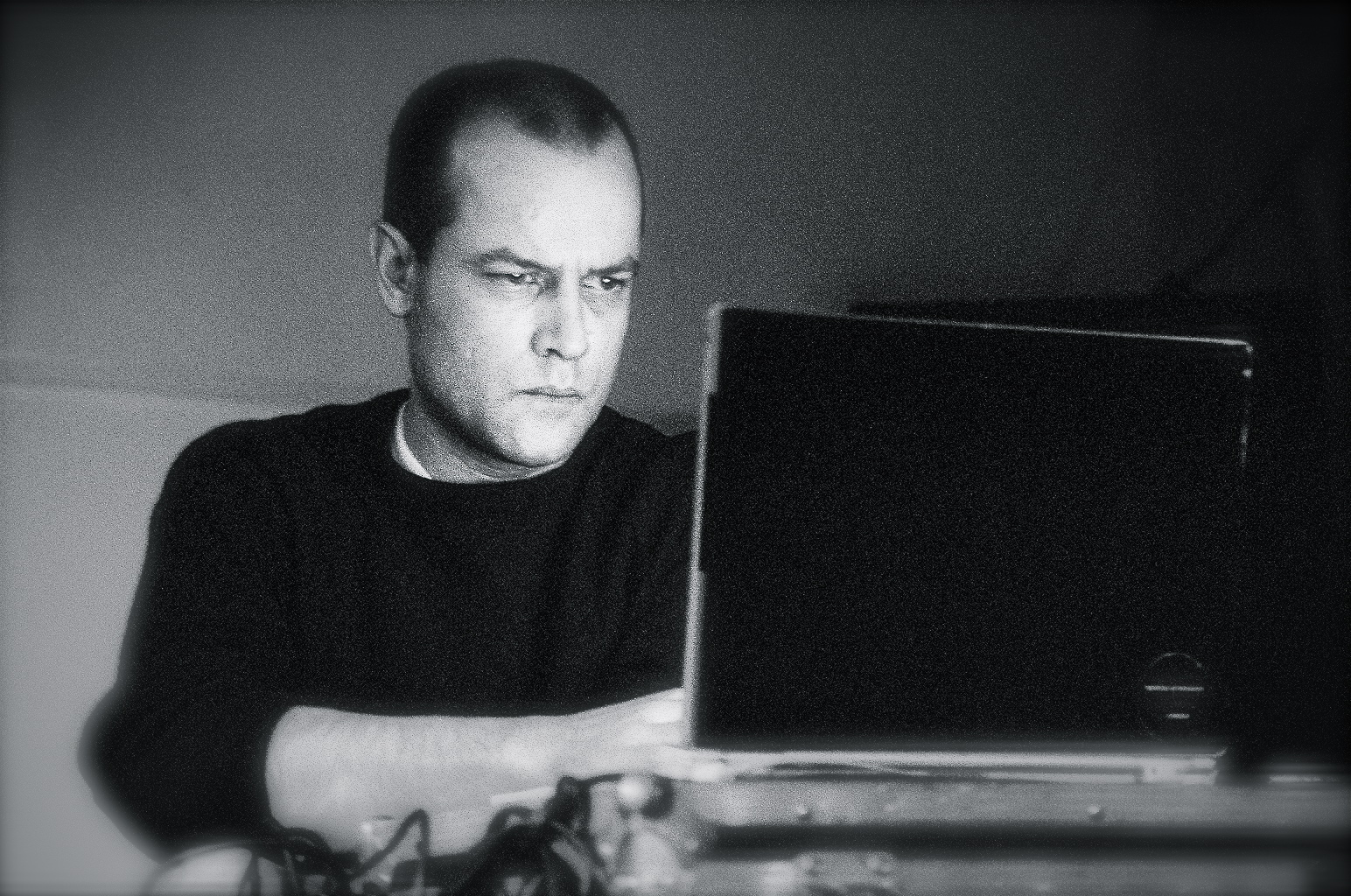
Marcus Schmickler (2005)

Marcus Schmickler (* 15. November 1968 in Köln) ist ein deutscher Komponist zeitgenössischer und elektronischer Musik. 

## Leben und Wirken

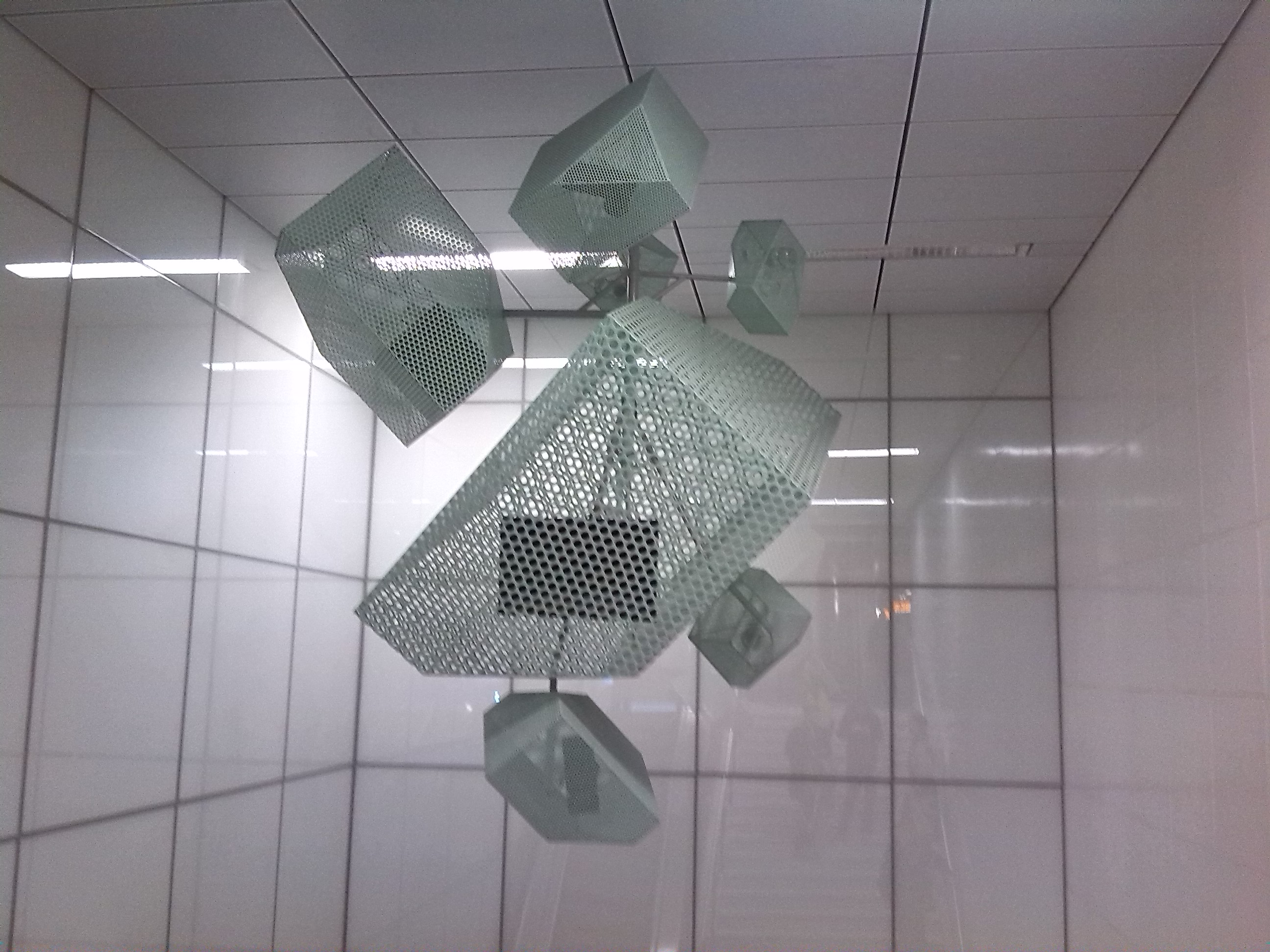
Teil des Klangobjekts, zum Kunstprojekt „U-Bahnhof Heinrich-Heine-Allee“ der Stadt Düsseldorf

Schmickler arbeitet an den Schnittstellen von Computermusik und Ensemblekomposition, Performance und Wissenschaft. Aufgeführt auf international bedeutenden Bühnen eröffnen seine Mehrkanal-Arbeiten bisher ungehörte Räume. Von Shepard-Tones bis hin zu Ring-Modulationen entwickelt Schmickler deren spezifisches Potential kompositorisch weiter, er vertieft die klangliche Auseinandersetzung mit der Sonifikation von Daten wie auch mit otoakustischen Emissionen. Als Musiker ist er auch unter dem Pseudonym Pluramon bekannt.
Er begann 1991 nach einem einjährigen Aufenthalt in London ein Studium der Musikwissenschaften in Köln und wurde Mitglied des Ensembles Kontakta. 1992 erschien seine erste Solo-Veröffentlichung beim französischen Label Odd Size. Ab 1995 war er im Umfeld des Schallplattenladens a-Musik sowie des DJ-Kollektivs Brüsseler-Platz-10a-Musik mit Georg Odijk und Jan St. Werner aktiv. Unter dem Pseudonym Pluramon veröffentlichte Schmickler 1996 auf dem Label Mille Plateaux eines der ersten vollständig digital produzierten Alben.
1998 war er Mitglied des 12-köpfigen Elektroakustik-Ensembles MIMEO (Music in Movement Electronic Orchestra) unter der Leitung von Keith Rowe. 1999 schloss er sein Studium der Elektronischen Musik bei Hans Ulrich Humpert sowie der Komposition bei Johannes Fritsch mit einer Diplomarbeit über Gottfried Michael Koenig ab. 
Gemeinsam mit Thomas Lehn veröffentlichte Schmickler 2000 mit der CD Bart eine Synthesizer-Improv-Performance. Mit Lehn ergab sich daraufhin eine langjährige musikalische Zusammenarbeit.
Im September 2001 nahm er mit der US-amerikanischen Sängerin Julee Cruise das Pluramon-Album Dreams Top Rock auf und ging damit 2003 auf eine Südamerika-Tournee. Zwischen 2004 und 2009 arbeitete er an Theaterprojekten unter anderem mit Felix Ensslin.
Es entstanden zahlreiche Werke elektronischer Musik, sowie Kompositionen für Chor, Kammerensemble und Orchester. 2009 komponiert er im Auftrag des Internationalen Jahres der Astronomie 2009 und des Deutschen Musikrates Bonner Durchmusterung, elektronische Musik mit Projektionen auf der Basis astronomischer Daten und benannt nach dem Sternenkatalog Bonner Durchmusterung.
Im Jahr 2016 arbeitete er mit Gerhard Richter, Corinna Belz und dem Ensemble Musikfabrik an Richters Patterns, einem Kammermusikkonzert mit Film, das auf einem Gemälde von Richter basiert. Im Jahr 2022 brachte er die Uraufführung von Entwurf einer Rheinlandschaft auf die Bühne, einer groß angelegten, ortsübergreifenden Performance für 60 Musiker entlang des Rheins.
Marcus Schmickler erhielt Preise und Stipendien, unter anderem den Rom-Preis der deutschen Akademie Villa Massimo und von Ars Electronica, dem Land Nordrhein-Westfalen und kuratierte Festival-Programme in der Akademie der Künste und dem ZKM. Er war langjähriges Jurymitglied des Deutschen Musikrates. Zudem unterrichtete er an der Milton Avery Graduate School of the Arts des Bard College, New York am California Institute of the Arts in Los Angeles County, der Robert-Schumann-Hochschule in Düsseldorf und dem Institut für Elektronische Musik und Akustik (IEM) der Universität für Musik und darstellende Kunst Graz. Als Autor schrieb er Artikel zu verschiedenen Themen elektronischer Musik.

## Diskografie
Solo-Veröffentlichungen
- Bonner Durchmusterung, etat, 2024
- Sky Dice / Mapping the Studio, editions Mego, 2021
- Richters Patterns, Tochnit Aleph, 2020
- Particle/Matter-Wave/Energy, Kompakt, 2019
- Rule of Inference, a-Musik, 2011
- Bari Workshop, Presto?!, 2011
- Palace of Marvels (queered pitch), editions Mego, 2010
- Altars of Science, Editions Mego, 2007
- DEMOS for Choir, a-Musik, 2005
- Param, a-Musik, 2001
- Sator Rotas, a-Musik, 1999
- Wabi Sabi, a-Musik, 1996
- Onea Gako, Odd Size, 1993

Kollaborationen
- Marcus Schmickler / Jaki Liebezeit / Hayden Chisholm, Timekeepers II, a-Musik, 2023
- Marcus Schmickler / Thomas Lehn Neue Bilder, Mikroton, 2017
- Marcus Schmickler / John Tilbury Timekeepers, a-Musik, 2005
- Marcus Schmickler/Julian Rohrhuber "Politiken der Frequenz", Tochnit Aleph/Editions Mego, 2014
- Thomas Lehn / Marcus Schmickler – Live Double Séance [Antaa Kalojen Uida], Editions Mego, 2011
- Schmickler/Gratkowski/Nabatov Deployment, Leo Records, 2010
- Marcus Schmickler/Thomas Lehn Navigation im Hypertext, a-Musik, 2008
- Marcus Schmickler/Thomas Lehn Kölner Kranz, a-Musik, 2008
- R/S One (snow mud rain), Erstwhile Records, 2007
- Marcus Schmickler with Hayden Chisholm Amazing Daze, Häpna, 2007
- Marc Ushmi Doshhammer Mixes (ohne Label), 2007
- Claudio Bohorquez, Solo and Acompaniment, Aulos, 2006
- Marcus Schmickler / John Tilbury Variety, a-Musik, 2005
- Schmickler/Lehn/Rowe/Nakamura Untitled, Erstwhile Records, 2004
- Schmickler/Lehn Amplify Balance 7-CD-Box, Erstwhile Records, 2004
- Marcus Schmickler / Thomas Lehn / Keith Rowe Rabbit Run, Erstwhile Records, 2003
- Marc Ushmi / Reverend Galloway Mein Kopf verlor ein Dach Whatness, 2003
- Soundcultures, Suhrkamp, 2003
- Marc Ushmi / Thomas Brinkmann Chevrolet Corvette Max Ernst, 2001
- Marcus Schmickler / Thomas Lehn Bart, Erstwhile Records, 2000
- [r| Iso | Chal], Mego, 2000
- 2:3 Oswald Wiener zum 65. Geburtstag, Supposé, 2000
- Prix Ars Electronica Cyber Arts 2000 Ars Electronica Center, 2000
- Brüsseler Platz-10a-Musik Wittener Tage für Neue Kammermusik, WDR, 1998
- Brüsseler Platz-10a-Musik sT, Sieben, 1997
- Frequencies [Hz] Hatje Cantz, 1997
- Brüsseler Platz-10a-Musik / Agentur Bilwet 1000 Fehler, Supposé, 1996
- Pol Baby I Will Make You Sweat Odd Size, 1995
- Pol Transomuba, Odd Size, 1994
- Kontakta s/T, Odd Size, 1992

Als Pluramon
- The Monstrous Surplus, Karaoke Kalk, 2007
- Dreams Top Rock, Karaoke Kalk, 2003
- Bitsand Riders, Mille Plateaux, 2000
- Render Bandits, Mille Plateaux, 1998
- Pickup Canyon, Mille Plateaux, 1996

Mit MIMEO
- Wigry, Bolt Records, 2010
- Sight, Cathnor, 2008
- Lifting Concrete Lightly, Serpentine Gallery, 2004
- The Hands of Caravaggio, Erstwhile Records, 2001
- Electric Table & Chair, Grob, 2000